# Воронец, Константин Петрович
Константин Петрович Воронец (серб. Константин Петрович Вороњец / Konstantin Petrovič Voronjec; Киев 30 января 1902 года — Белград, 19 октября 1974 года) — профессор машиностроительного факультета Белградского университета с 1963 года, член Сербской Академии наук и искусств (САНУ), Югославского общества механиков, Общества прикладной математики и механики. Кавалер Ордена Труда с Красным знаменем (1965).

## Биография
Родился  17 (30) января 1902 года в Киеве, Российская империя. 
Сын профессора Киевского политехнического института, заведующего кафедрой механики, профессора Петра Васильевича Воронца, специалиста в области теоретической механики. Потомственный дворянин в Смоленской губернии, из старинного шляхетского рода с гербом Любич, записанным в шестую книгу родословных по Смоленской и Воронежской губерниям). 
Константин Петрович Воронец окончил школу и киевскую гимназию. По окончании гимназии был мобилизован в Белую Армию, с которой оказался в Румынии, откуда прибыл в Белград, в то время как вся родня осталась в Киеве. 
Поступил на Природно-математический факультет в Белграде на специальность механика и математика, который закончил в 1925 году. Степень доктора наук получил в Парижском университете (1934).

### Книги
Проф.Константин Воронец написал около 40 научных работ, в том числе — 5 университетских учебников по различным разделам механики жидкости.
- Вороњец, Константин. Техничка хидромеханика (серб.). — Београд: Научне књига, 1951.
- Voronjec, Konstantin; Nikola Obradović. Mehanika fluida (серб.). — Београд: Građevinska knjiga, 1960. — С. 338.
- Вороњец, Константин. Допуна курсу Механике флуида (серб.). — Београд: Машински факултет, 1969. — С. 230.
- Voronjec, Konstantin. Dinamika gasova : poslediplomski kurs na Mašinskom fakultetu (серб.). — Београд: Mašinski fakultet, 1969. — С. 154.

## См.также
- Јаков Хлитчијев
- Владимир Фармаковски